# Тамерлан и други поеми
Тамерлан и други поеми (на английски: Tamerlane and Other Poems) е първата публикувана творба на американския поет и писател Едгар Алън По. Късата стихосбирка е публикувана за пръв път през юли 1827 г. Днес се смята, че съществуват само 12 оригинални копия от тази книга.
По изоставя своето приемно семейство през 1827 и се мести в Бостън, за да си намери работа. Имайки малък успех, той се записва в армията на САЩ. Едгар носи със себе си няколко ръкописа, за чието печатане той плаща на Калвин Томас. Стихосбирката от общо 40 страници е наречена „Тамерлан и други поеми“ и е издадена анонимно с подпис „от бостънец“. Изданието излиза в общо 50 броя и не получава внимание от критиката. Поемите са вдъхновени основно от Джордж Байрон, включително и поемата „Тамерлан“, която описва исторически завоевател, оплакващ загубата на първата си любима. Както повечето творби на По, тази стихосбирка включва теми за любов, смърт и гордост.
Първата публикувана стихосбирка на По е толкова рядка, че след смъртта на поета Руфъс Уилмот Грисуолд (негов заклет враг) смята, че тя никога не е съществувала, докато не се открива едно копие през 1859 г. Оттогава насам „Тамерлан и други поеми“ се счита за една от най-редките първи издания в американската литература.